# Ted Kotcheff
William Theodore Kotcheff (Toronto, 7 april 1931 – Nuevo Vallarta, 10 april 2025) was een Canadees film- en televisieregisseur, schrijver en producent van Bulgaarse afkomst. 

## Loopbaan
In 1974 regisseerde Kotcheff de film The Apprenticeship of Duddy Kravitz, gebaseerd op de gelijknamige roman van Mordecai Richler. Hij won met deze film de Gouden Beer op het filmfestival van Berlijn, waarmee het de eerste Engels-Canadese dramatische speelfilm was die een internationale prijs won. Hierna regisseerde hij in Amerika onder meer de komediefilms Fun with Dick and Jane (1977) en Who Is Killing the Great Chefs of Europe? (1978). Zijn grootste succes had hij met First Blood (1982), de eerste Rambo-film met Sylvester Stallone.
Kotcheff overleed op 10 april 2025 op 94-jarige leeftijd. Hij was op dat moment in Mexico en overleed aan hartfalen.

## Filmografie

### Films
- Tiara Tahiti (1962)
- Life at the Top (1965)
- Two Gentlemen Sharing (1969)
- Wake in Fright (1971)
- The Apprenticeship of Duddy Kravitz (1974)
- Billy Two Hats (1974)
- Fun with Dick and Jane (1977)
- Who Is Killing the Great Chefs of Europe? (1978)
- North Dallas Forty (1979)
- Split Image (1982)
- Rambo: First Blood (1982)
- Uncommon Valor (1983)
- Joshua Then and Now (1985)
- Switching Channels (1988)
- Weekend at Bernie's (1989)
- Winter People (1989)
- Folks! (1992)
- The Shooter (1995)
- Borrowed Hearts (1997)